# Fågeln i mej
Fågeln i mej är ett studioalbum av Thomas Wiehe, utgivet 1980 på Silence Records (skivnummer SRS 4658). På albumet ackompanjerades Wiehe av Hullimullan Band, vilket bestod av Peter Clemmedson, Jesper Lindberg, Krutte Hedberg och Bosse Linné.

## Låtlista
Där inte annat anges är låtarna skrivna av Thomas Wiehe.
Sida A
1. "Håll i hatten"
2. "Farväl"
3. "Datateknikern och artisten"
4. "Fågeln i mig"
5. "Hibernal" (Lars Fernebring)
6. "Tystnaden"

Sida B
1. "Skojvisa" (trad. "The Laughing Song")
2. "Atomlåten"
3. "Gitarrdans"
4. "Fågeln i dej"
5. "Till Anna, 3 veckor"

## Medverkande
- Peter Clemmedson – kontrabas
- Krutte Hedberg – munspel, sång
- Jesper Lindberg – stålgitarr, banjo
- Bosse Linné – fiol, mandolin, sång
- Thomas Wiehe – gitarr, sång